# جورج هنري هاميلتون
جورج هنري هاميلتون (بالإنجليزية: George Henry Hamilton)‏ هو سياسي أمريكي، ولد في 4 أبريل 1875، وتوفي في 19 يناير 1948. انتخب عضو مجلس نواب إلينوي.